# Península de Noto

Localización.

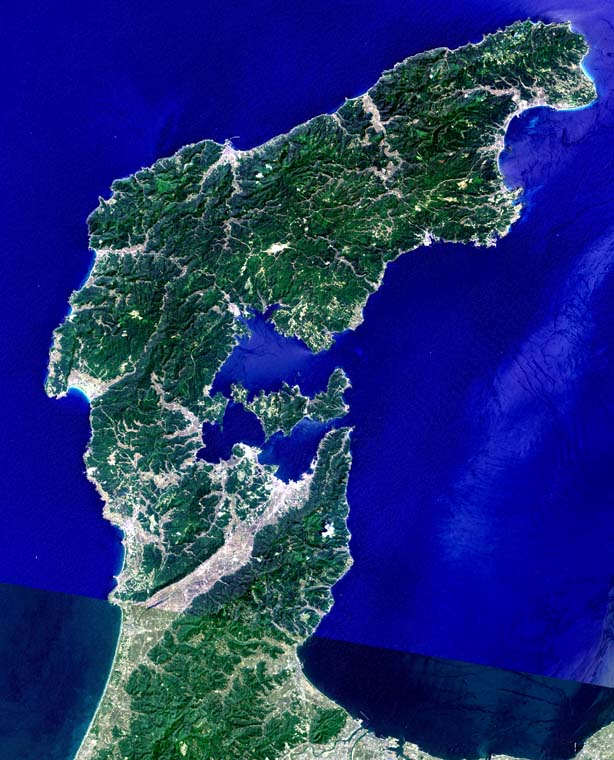
Imagen satelital.

La península de Noto (能登半島 Noto-hantō?) se proyecta al norte hacia el mar de Japón, desde la costa de la prefectura de Ishikawa, en el centro de la isla de Honshu, en Japón. La península está dividida en tres regiones Okunoto (奥能登?   norte), Nakanoto (中能登?   centro) y Kuchinoto (口能登?   sur). El 25 de marzo de 2007 fue escenario de un terremoto, donde murió una persona y 170 quedaron heridos.
El paisaje de Noto es destacable por sus colinas y montañas onduladas. La costa es rica en biodiversidad, con playas arenosas o rocosas llamadas sotoura, y rías en ensenadas con prominentes acantilados denominados uchiura. El clima es nivoso en invierno, pero más suave que otros territorios a la misma latitud. la combinación de costas y colinas han dado lugar a un terreno singular.

## Transporte
Ferrocarril de Noto
Pequeño ferrocarril local de Wakura a Anamizu.
Aeropuerto de Noto
Ubicado entre Anamizu y Wajima. Línea aérea al Aeropuerto Internacional de Tokio.
Carretera Suzu
Una prolongación gratuita de la autopista de peaje de Noto, de Anamizu a Suzu.
Ruta 249
Carretera nacional que rodea la península de Noto.

## Terremotos
El 25 de marzo de 2007, el terremoto de Noto de 2007 sacudió la península, provocando un muerto y al menos 170 heridos.
Entre mayo de 2018 y junio de 2022, el extremo noreste de Noto experimentó un enjambre de terremotos con más de 20.000 terremotos, incluidos 10 de magnitud superior a 4.
En mayo de 2023 se produjo un terremoto de magnitud 6,3. Un terremoto ocurrió el 1 de enero de 2024 y mató a al menos 48 personas.

## Patrimonio agrícola
En la península de Noto se combinan dos sistemas agrarios que han merecido el reconocimiento como Sistemas Importantes del Patrimonio Agrícola Mundial (SIPAM), el satoyama, que denomina las zonas agrarias y forestales situadas al pie de las montañas, en las que los cuidados del bosque se combinan con las plantaciones de arroz, y el satouni, aplicado a las zonas costeras, donde el sistema tradicional de aprovechamiento del litoral permite el mantenimiento de hasta 300 tipos de aves migratorias y el cultivo de especies nativas como el nakajimana y el adzuki de Noto.
El sistema satoyama satouni se practica en torno a cuatro ciudades (Nanao, Wakima, Suzu y Hakui), y cinco pueblos (Noto, Shika, Houdatsushimizu, Nakanoto, Anamizu y Noto Towns).